# 聖勞倫斯鎮區 (明尼蘇達州斯科特縣)
聖勞倫斯鎮區（英語：St. Lawrence Township）是位於美國明尼蘇達州斯科特縣的一個行政鎮區，於1858年設立。

## 地方資料
聖勞倫斯鎮區的面積為37.69平方千米，當中陸地面積為36.47平方千米，而水域面積為1.22平方千米。根據2020年美國人口普查的數據，當地共有人口492人，而人口密度為每平方千米13.05人。